# Perryville (Alaska)
Perryville – jednostka osadnicza w Stanach Zjednoczonych, w stanie Alaska, w okręgu Lake and Peninsula. W miejscowości ma siedzibę prawosławna parafia św. Jana Teologa.